# Dicopomorpha echmepterygis
Dicopomorpha echmepterygis é uma vespa da família Mymaridae, subordem Apocrita, subfamília Chalcidoidea, do gênero Dicopomorpha (Haliday, 1833). Os machos desta espécie são um dos menores dentre todos os insetos conhecidos. São cegos e não possuem asas. Seu tamanho não excede os (139 µm) de comprimento (menores que um paramecium unicelular). Obviamente, seus ovos e as larvas desta vespa são consideravelmente menores que o indivíduo adulto.
Esta espécie de Illinois é um parasita idiobionte dos ovos do psocóptero Echmepteryx hageni.
Os machos se acomplam com suas fêmeas dentro do ovo do hospedeiro, e morrem sem abandonar o ovo. Modos de vida similares podem ser encontrados em indivíduos da família de vespas Trichogrammatidae, também da subfamília Chalcidoidea.